# Ga Ganeung
Ga Ganeung là ga tàu điện ngầm trên Tàu điện ngầm Seoul tuyến 1, nằm ở phía Bắc Uijeongbu, Hàn Quốc. Nhà ga này trước đây tên là Ga Uijeongbu Bukbu và là ga cuối phía Bắc của Tàu điện ngầm Seoul tuyến 1 cho đến khi tuyến được mở rộng đến Soyosan.

## Bố trí ga
| ↑ Songchu   | ↑ Nogyang |
| \| １ \| ２ |           |
| Uijeongbu ↓ |           |

| 1 | ●Tuyến 1 | ← Hướng đi Yangju · Dongducheon · Soyosan · Yeoncheon       |
| 2 | ●Tuyến 1 | → Hướng đi Uijeongbu · Đại học Kwangwoon · Guro · Incheon → |

## Lối thoát
- Lối thoát 1: Văn phòng Ganeung 1-dong, Hội chữ thập đỏ Hàn Quốc, trường trung học phổ thông nữ sinh Uijeongbu, trường trung học nữ sinh Uijeongbu, trường trung học kỹ thuật Uijeongbu, Tổng công ty Điện lực Hàn Quốc
- Lối thoát 2: Trường tiểu học Baeyoung, trường tiểu học Uijeongbu Joongang, bưu điện Uijeongbu 1-dong
- Lối thoát 3: Bãi đậu xe